# Fernande Bochatay
Fernande Bochatay, född 23 januari 1946, är en schweizisk före detta alpin skidåkare.
Bochatay blev olympisk bronsmedaljör i storslalom vid Olympiska vinterspelen 1968 i Grenoble.